# Roy Harald Fyllingen

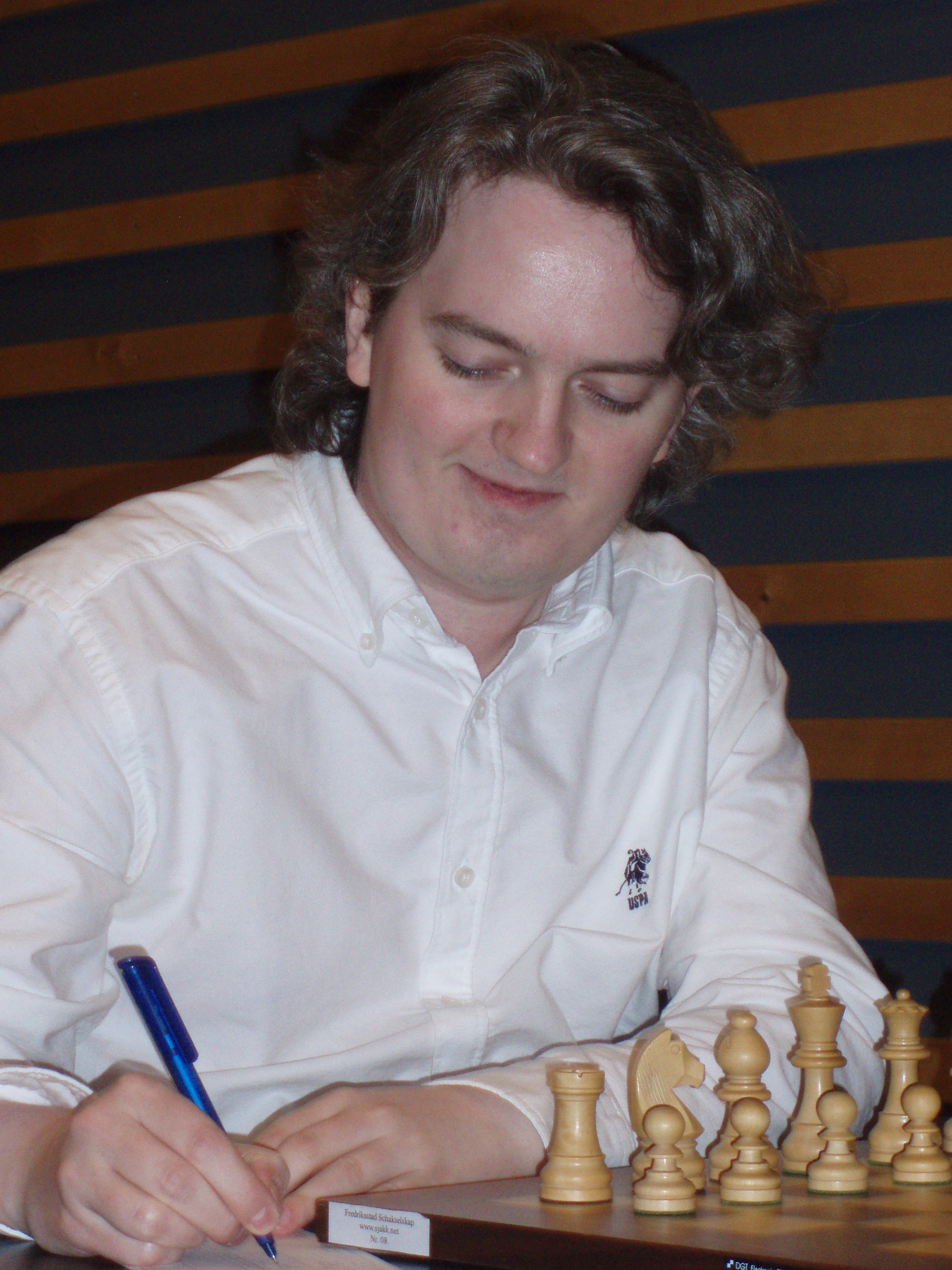
Fyllingen in 2007

Roy Harald Fyllingen (31 januari 1975) is een Noors schaker. Hij is een internationaal meester (IM). In 1998 was hij kampioen van Noorwegen.
Hij speelt (in november 2014 aan bord 1) voor de Bergen's Chess Club.
Door ChessBase wordt vermeld dat Fyllingen met wit meestal opent met  1.d4, met zwart reageert hij op 1.d4 vaak met een Nimzo-Indische, Bogo-Indische of Dame-Indische verdediging.  Tegen 1.e4 speelt hij vaak open spel (1.e4 e5) of de Franse verdediging (1.e4 e6). 
In juli 2005 speelde hij mee in het toernooi om het kampioenschap van Noorwegen en eindigde daar met 5 uit 9 op de zesde plaats. 

## Externe koppelingen
- (en)   Informatie over schaakpartijen van Roy Harald Fyllingen op ChessGames.com
- (en)   Informatie over schaakpartijen van Roy Harald Fyllingen op 365chess.com
- (en)  FIDE-ratinggegevens voor Roy Harald Fyllingen